# 파리연가
파리연가(영어: Paris Sonata 파리스 소나타[*], 중국어 간체자: 巴黎恋歌, 정체자: 巴黎戀歌, 병음: Bā lí liàn gē 바리롄거[*], 한자음: 파려연가)은 임심여, 임천, 유설화, 담준언 주연의 TV 드라마이다.
음악인들의 로맨스를 주제로 한 30부작의 드라마로 중국 상하이가 주 촬영지이며 프랑스 파리에서 촬영이 진행되기도 하였다. 2006년 7월 11일 중국에서 첫 방송되었다.

## 등장인물
- 임심여 - 우만지 역
- 임천 - 기위 역
- 유설화 - 하어단 역
- 담준언 - 임운관 역
- 정효녕 - 우숭천 역
- 당문기 - 양청훤 역
- 염청여 - 왕천 역
- 유도 - 여열 역

## 시놉시스
성공한 피아니스트인 우만지(임심여 분)는 남자친구인 임운관과 함께 여유로운 파리에서의 삶을 즐기고 있다. 어느날, 우만지는 부모님의 이혼소식을 듣고 급히 상하이로 돌아오게 되고 마침 같은 때 기위(임천 분) 역시 피아니스트이자 교수인 어머니 하어단(유설화 분)의 병세가 악화되어 위독하다는 연락을 받게 된다.
바이올린을 배우며 꿈을 키워가던 어린시절, 우연히 어머니의 외도를 목격하고 현실에서 도망차기 위해 가족을 떠난 기위는 친구의 카페에서 일을 도우며 살아가고 있었고 파리에서 돌아온 후 이를 알게 된 만지는 하어단의 부탁을 받고 다시 그가 바이올린을 시작할 수 있도록 설득하기 위해 그를 찾아간다. 두 사람의 재회는 우만지의 남자친구이자 재벌2세인 임운관에게 목격되고 그의 전략적인 방해로 인해 다시금 꿈을 접은 기위를 위해 우만지는 임운관과 약혼을 하기로 결심한다.

## 주제가
- 오프닝 :《일락등대일출(日落等待日出, Dusk Til Dawn)》… 당문기
- 앤딩 : 《천사별곡(天使別哭), Angel don't cry》… 임심여